# ۶۶۷ (خورشیدی)
۶۶۷ ششصد و شصت و هفتمین سال هجری خورشیدی است.